# Kula (Bugojno, BiH)
Kula je naseljeno mjesto u općini Bugojno, Federacija Bosne i Hercegovine, BiH.

## Povijest
Selo je stradalo u bošnjačko-hrvatskom sukobu. Tijekom bitke za Bugojno, već prvi dan bilo je mjestom borbi. Kula je tri kilometra sjeveroistočno od Bugojna, a predio Rudine bio je 80 metara udaljen od položaja Armije BiH. Borbe između pripadnika Armije BiH i pripadnika HVO-a su se, s kratkim vremenskim prekidima, vodile do srijede 21. srpnja 1993. 22. srpnja vojnici HVO-a pošli su u Kulu na Rudine da bi pokopali trojicu vojnika HVO-a koji su poginuli ondje. Kod improviziranog bunkera našli su tijela izrezana, izbodena noževima i jedno dekapitirano tijelo. Nisu ih uspjeli pokopati pa su mrtva tijela prekrili granama i vratili se u selo. 26. srpnja 1993. iz sela Udurlija, Luga, Čaušlija, Bristova, Rosulja, Kule i Vučipolja, Hrvati su se okupili u Crniču, odakle su preko sela Mračaja i Kupresa pošli ka Hercegovini, Hrvatskoj i dalje u svijet.
Dana 20. kolovoza i 24. studenoga 1993. ubile su u Kuli postrojbe Armije BiH četiri Hrvata. To su: Ivica (Pero) Visković (r. 1906.), Pero (Frano) Palinić (r. 1933.), Ljuba (Ivo) Palinić (r. 1934.) i Vinko (Ivo) Palinić (r. 1934.)

## Stanovništvo

### Popisi 1971. – 1991.
| Kula               |              |              |              |
| godina popisa      | 1991.        | 1981.        | 1971.        |
| Muslimani          | 480 (56,07%) | 347 (51,71%) | 222 (44,84%) |
| Hrvati             | 346 (40,42%) | 315 (46,94%) | 273 (55,15%) |
| Srbi               | 1 (0,11%)    | 1 (0,14%)    | 0            |
| Jugoslaveni        | 6 (0,70%)    | 7 (1,04%)    | 0            |
| ostali i nepoznato | 23 (2,68%)   | 1 (0,14%)    | 0            |
| ukupno             | 856          | 671          | 495          |

### Popis 2013.
| Kula               |              |
| godina popisa      | 2013.        |
| Bošnjaci           | 636 (73,61%) |
| Hrvati             | 181 (20,95%) |
| Srbi               | 0            |
| ostali i nepoznato | 47 (5,44%)   |
| ukupno             | 864          |